# 罗宾·米尔纳
亞瑟·約翰·羅賓·葛瑞爾·米爾納（英語：Arthur John Robin Gorell Milner，1934年1月13日—2010年3月20日），生于英国普利茅斯，计算机科学家。1991年获得图灵奖。他是英国皇家学会成员，爱丁堡皇家学会会员，ACM会士。

## 生平
出生于一个军人家庭，早年就读于伊顿公学。后加入英国皇家工程兵部队，获得少尉军衔。1952年入读剑桥大学国王学院，1957年毕业，之后的第一个工作是教师，然后在Ferranti公司当程序员。此后他进入学术界，先后在伦敦城市大学，斯旺西大学，斯坦福大学任职。1973年回到英国爱丁堡大学，在爱丁堡大学任职期间，他开发了函数式编程语言，ML，并和他的同事一起完成了LCF的开发。在离开爱丁堡前，罗宾·米尔纳向现在的爱丁堡大学信息学院提供了一笔捐款并成立了每年一次在爱丁堡大学信息学院举行的以他名字命名的罗宾·米尔纳演讲，被邀请的演讲者都是对理论计算机科学有重大贡献的学者。1995年，罗宾·米尔纳回到母校剑桥大学任教，并担任剑桥大学计算机实验室主任。2009年起，米尔纳回归爱丁堡大学担任计算机科学教席。
2010 年3月20日卒于英国剑桥。

## 學術貢獻
在計算機科學裡，米爾納主要有三大貢獻。他開發了其中一個最早的自動定理證明工具——LCF。
他另一項主要工作是并发理论（concurrency theory），他提出了许多被广泛研究的并发计算模型：通信系统演算（CCS）、pi演算。

## 外部連結
- A review of "Proof, Language, and Interaction", a book on computer science dedicated to Milner and covering many areas of his work.
- Milner在劍橋的首頁 （页面存档备份，存于）
- 訪問; Martin Berger; 2003年9月3日